# Letteratura siciliana
La letteratura siciliana comprende tutti i testi letterari scritti in lingua siciliana e si è sviluppata in Sicilia dal XIII secolo ai giorni nostri. Essa ha una componente popolare importante, poiché per secoli (e spesso tuttora) la produzione orale è stata molto più coltivata di quella scritta. Gli studiosi si trovano così di fronte ad un'imponente tradizione popolare, che è stata codificata solo nel XIX secolo, e ad un minor numero di documenti scritti di alto valore letterario.

## La storia

### Le origini: la cultura di massa
Uno dei personaggi più conosciuti della letteratura popolare siciliana è Giufà. Questo nome deriva da Giovanni, prima abbreviato in Giovà e poi adattato in Giufà. Lo scrittore e studioso della lingua siciliana Giuseppe Pitrè, nel libro Racconti Popolari Siciliani, ha trattato la storia di questo personaggio, reso famoso tramite i racconti di generazione in generazione e tuttora conosciuto dalla maggior parte dei siciliani.
I primi due testi interamente in siciliano sono due ricette conservate in un foglio di guardia di un antico manoscritto francese, conservato alla Biblioteca nazionale di Francia, una per creare il colore azzurro e una per placare il desiderio sessuale. Sono state studiate da Antonino Pagliaro.

### La Scuola siciliana

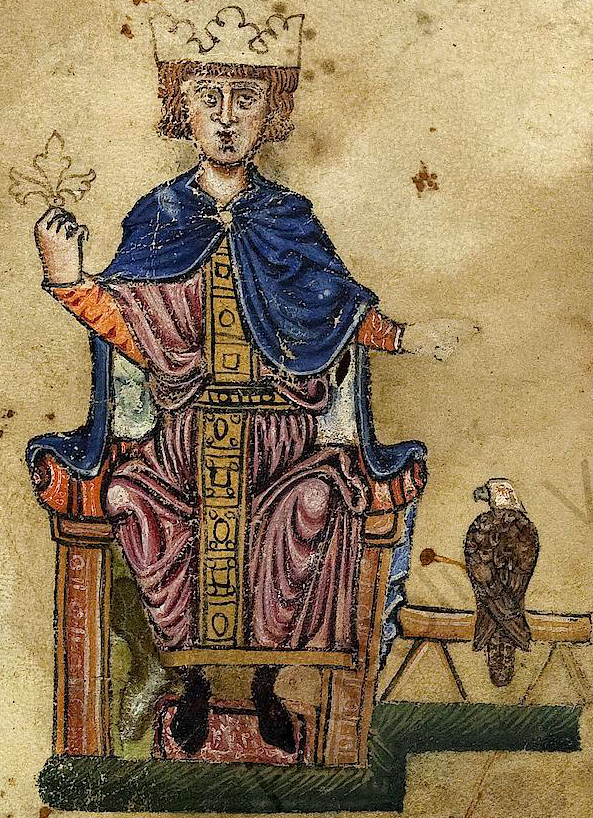
L'imperatore Federico II

Fin dal 1166 alla corte normanna di Guglielmo II di Sicilia convenivano da ogni parte i trovatori italiani.
I primi componimenti poetici in aulico siciliano risalgono al XIII secolo, quando si affermò presso la corte di Federico II (e si sviluppò ulteriormente sotto il regno del figlio Manfredi) la famosa scuola siciliana. Si trattava di un gruppo di funzionari statali che coltivavano la poesia, seguendo temi prettamente amorosi e riprendendo le liriche dei poeti provenzali, i trovatori.
Tra i poeti più famosi si annoverano: Giacomo da Lentini, considerato il caposcuola nonché l'inventore del sonetto, e l'alcamese Cielo d'Alcamo,  autore del famoso contrasto Rosa fresca aulentissima del 1231. Vi sono inoltre i messinesi Guido delle Colonne, Mazzeo di Ricco, Odo delle Colonne, Ruggieri d'Amici e Tommaso di Sasso, i campani Rinaldo d'Aquino e Pier della Vigna, il lendinose Arrigo Testa, il pisano Jacopo Mostacci, il genovese Percivalle Doria, il toscano Compagnetto da Prato, il pugliese Giacomino Pugliese, il francese Giovanni di Brienne e il piemontese Paganino da Serzana.
Rimangono solo due componimenti nell'originale volgare siciliano, salvati da Giovanni Maria Barbieri: Pir meu cori alligrari di Stefano Protonotaro da Messina e S'iu trovassi Pietati di Re Enzo, figlio di Federico. Tutte le altre poesie furono tradotte in fiorentino dai copisti toscani, che le conservarono in alcuni manoscritti, tra cui il Vaticano Latino 3793 e il Laurenziano Rediano 9, per secoli ritenute le uniche fonti documentali.
La recente scoperta di almeno quattro poesie della scuola siciliana nella biblioteca "Angelo Mai" di Bergamo da parte del ricercatore Giuseppe Mascherpa ha però successivamente apportato, così come lo ha definito lo studioso Cesare Segre, un "cambiamento di prospettiva". I testi di Oi lasso! non pensai di Ruggierone da Palermo, Contra lo meo volere di Paganino da Serzana, Donna, eo languisco e no so qua speranza di Giacomo da Lentini, e Amore m’ave priso di Percivalle Doria, sono infatti antecedenti alla compilazione dei canzonieri vaticani. La loro trascrizione, effettuata sul verso di pergamene notarili, mostra non soltanto una versione linguistica più aderente all'originale ma anche che la diffusione delle liriche siciliane raggiunse prima la Lombardia che la Toscana, rafforzando così l'ipotesi che la lingua italiana abbia avuto origine proprio dall'iniziativa "rivoluzionaria" dei poeti siciliani, in contrapposizione al latino ecclesiastico e alla conseguente reazione della Chiesa – riflessa, ad esempio, nell'emblematica collocazione di Federico II e Pier della Vigna nei gironi infernali della Divina Commedia.
Lo stesso Dante Alighieri, nel dodicesimo capitolo del primo libro del trattato del De vulgari eloquentia, ricorda il volgare siciliano come uno tra i più illustri volgari italiani del suo periodo:
Subito dopo, però, il poeta spiega che non sta scrivendo del volgare del popolo, ma degli intellettuali:
La citazione di Dante è senza dubbio la prova più evidente della fama che ottennero i poeti della Scuola siciliana presso i contemporanei.

In verità, Dante fu con tutta probabilità tradito dalla traduzione toscana delle poesie siciliane, avvenuta di poco posteriormente alla quasi totale distruzione degli archivi siculi per opera degli angioini durante le guerre del Vespro. Le poche originali copie di cui siamo oggi in possesso furono infatti oggetto di ritrovamento solo intorno al 1500.

### Trecento
Alla scuola siciliana segue un periodo di stagnazione culturale, che non viene aiutata dai governanti: gli angioini non hanno lo stesso interesse di Federico II per l'isola e la cultura non viene promossa. Nel XIV secolo la produzione letteraria si concentra prevalentemente nei testi devozionali, tra cui spicca la traduzione del Vangelo secondo Matteo.
Questi alcuni dei testi letterari composti in questo secolo: le traduzioni dal latino effettuate dal frate Johanni Campulu (i dialoghi di San Gregorio), Accurso di Cremona (un libro dello storico Valerio Massimo) e Angelo di Capua (l'Eneide).
La traduzione degli exempla del Factorum et dictorum memorabilium libri IX di Valerio Massimo, realizzata intorno al 1320, è stata dedicata a Pietro II di Sicilia. Si tratta di una delle poche opere medievali a possedere un proemio. L'autore è un mastru in li arti, proveniente da Cremona e facente parte della corte siciliana. Il titolo originale è Libru di Valeriu Maximu, translatatu in vulgar messinisi per Accursu di Cremona. Per quanto riguarda l'Eneide, Angelo di Capua si ispirò ad una traduzione toscana nel trasporre in volgare l'opera di Virgilio. L'edizione moderna è curata da Gianfranco Folena.
La produzione di trattati scientifici è invece rappresentata da otto testi, tra cui il Thesaurus pauperum di Arnaldo da Villanova e l'Antidotarium Nicolari.

### Quattrocento
La ripresa si ha grazie all'opera di Francesco Petrarca, che con il suo Canzoniere influenza ampiamente la produzione letteraria siciliana, dando vita ad un cosiddetto petrarchismo dialettale. I primi esponenti di questo movimento sono Vilardo Di Rocco, Matteo Torello e Rocco Corbera.
Del 1477 è un ricettario attribuito a Luca di Silo, che mise insieme un gran numero di testi antichi riguardanti i più svariati argomenti, con formule quasi magiche. Si tratta di retaggi di una sapienza antica, più che della cultura popolare. Il testo era destinato prevalentemente ai dottori.

### Cinquecento
Durante il secolo successivo, questa corrente si amplia ulteriormente. Ne sono protagonisti Girolamo d'Avila, Filippo Paruta, Argisto Giuffredi, Tobiolo Benfari, Mariano Bonincontro e soprattutto Antonio Veneziano e Bartolomeo Asmundo.
Il monrealese Antonio Veneziano ha testimoniato con la sua vita avventurosa e le opere anticonformiste il suo animo inquieto. È famoso, oltre che per l'elogio a Celia che lo inquadra tra i petrarchisti, anche per molte satire.
Il riformatore dello studio di Catania Bartolomeo Asmundo, invece, scrisse un centinaio di canzoni di tema sacro e profano che furono lette e tradotte da Pietro Bembo.
Parallelamente al petrarchismo, si sviluppa l'opera di Vincenzo Belando, conosciuto come l'autore di Lettera faceta e chiribizzosa a la Gratiana, una raccolta di testi e poesie poco decenti, e di alcune commedie.

### Seicento
Il movimento dei petrarchisti si conclude con Francesco Balducci (autore di una ventina di canzoni) e l'allievo Simone Rau e Requesens, poeti attivi nel XVII secolo. Le poesie di questo movimento sono raccolte in un centinaio di canzonieri. Tra di essi, il più famoso è Le Muse Siciliane, composto da Giuseppe Galeano e pubblicato nel 1645, raccoglie un gran numero di liriche appartenenti a 21 autori differenti.
Altri personaggi di spicco del Seicento siciliano furono il poliedrico Tommaso Aversa, che si fece conoscere soprattutto per la commedia La notti di Palermu e che scrisse anche moltissime poesie e una traduzione dell'Eneide di Publio Virgilio Marone, e il poeta menenino Paolo Maura, autore del poemetto autobiografico La Pigghiata (La cattura). Da segnalare anche Pietro Fullone, eclettico autore di testi satirici e di ispirazione religiosa.

### La poesia
Il secondo periodo d'oro della poesia siciliana si ha tra il Settecento e l'Ottocento. A Palermo, si affermò la figura del medico-professore Giovanni Meli, che fu il massimo esponente dell'Arcadia in Sicilia e uno degli autori più prolifici.
Nello stesso periodo, a Catania operava Domenico Tempio, autore di alcuni poemetti e di molte poesie satiriche e licenziose. Tra gli altri poeti del periodo si ricordino Giuseppe Marraffino, Vincenzo Cardile, Carlo Felice Gambino e Giuseppe Fedele Vitale autore di un grande poema eroico in lingua siciliana ispirato all'opera di Torquato Tasso e dedicato al Gran Conte Ruggero I di Sicilia, intitolato "La Sicilia liberata"; l'opera, composta da cinque volumi e circa trentamila versi, narra l'epopea del guerriero normanno e capostipite della famiglia reale siciliana, esaltato come liberatore dell'isola dal dominio saraceno.

### Le novelle popolari
Nell'Ottocento il recupero delle tradizioni popolari siciliane si deve al già ricordato Giuseppe Pitrè con la riscoperta di fiabe, proverbi, novelle e racconti popolari, spesso tramandate oralmente, che lui riprese. Pubblicò la monumentale Biblioteca delle tradizioni popolari siciliane,  in venticinque volumi fra il 1871 e il 1913.

### Il teatro dialettale

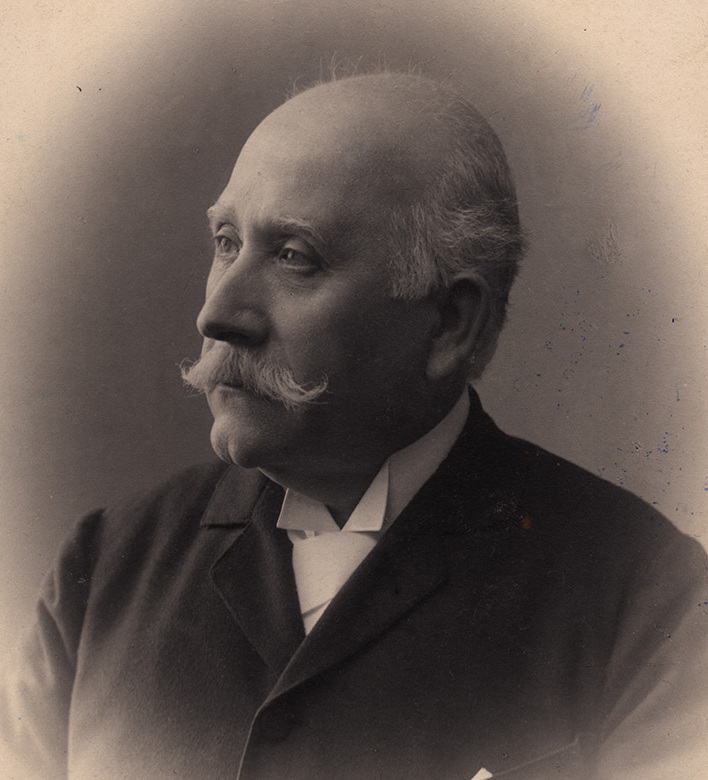
Luigi Capuana

Nel XIX secolo, il catanese Giovanni Verga portò in Italia il verismo, versione italiana del naturalismo proveniente dalla Francia in voga in quegli anni in Europa.
Fu però Luigi Capuana a svilupparlo in siciliano attraverso alcune sue opere teatrali. La più importante, Malìa, fu messa in scena da Giovanni Grasso e musicata da Francesco Paolo Frontini. Le sue commedie sono state incluse nel volume Teatro dialettale siciliano, del 1910-1921.

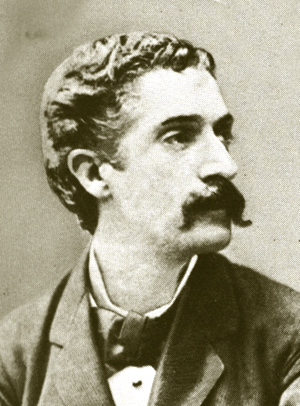
Giovanni Verga

Il teatro diviene così l'elemento espressivo privilegiato per la letteratura in siciliano. L'inizio del Novecento è dominato dalla figura del premio Nobel Luigi Pirandello. Oltre ad essere una pietra miliare della letteratura italiana, l'agrigentino ha scritto molte famose opere teatrali in siciliano. Tra queste si ricordano Liolà e Pensaci, Giacomino!, messe in scena da Angelo Musco.
Inoltre, le opere teatrali di Nino Martoglio (poeta, scrittore e regista) hanno contribuito al rilancio del cosiddetto teatro dialettale siciliano, che verrà portato avanti per tutto il secolo da molti autori. I maggiori esponenti sono Giambattista Spampinato, Giovanni Formisano Jr. e Agata Giardina. Alfredo Mazzone, con il suo teatro di riviviscenza, ha messo in scena le migliori trasposizioni teatrali delle opere di Verga e ha anche scritto delle opere, pubblicate solo nel 2002.

### La cultura nel primo Novecento
Nel 1904, l'ex garibaldino Tommaso Cannizzaro pubblicò la sua traduzione in siciliano della Divina Commedia di Dante. Il suo lavoro titanico è stato intrapreso nuovamente anche da padre Domenico Canalella, che ha inoltre tradotto l'Iliade e l'Odissea di Omero.
Sulla fine di una cultura siciliana scrisse nel 1917 Giovanni Gentile nel suo "Il tramonto della cultura siciliana" pubblicato nel 1919. Secondo il filosofo di Castelvetrano "a Palermo e nel resto della regione si troverà una cultura italiana e nazionale; ma quella siciliana va cercata soltanto nei libri dei trapassati".
Al primo '900 risalgono le ricerche filologiche e la pubblicazione del vocabolario siciliano a cura di Giuseppe Trischitta. Dopo la prima guerra mondiale, Ignazio Buttitta inizia la sua brillante carriera di poeta dialettale, che rende un simbolo della ricerca dei valori perduti della lingua siciliana, che a poco a poco viene sostituita dall'italiano. Al suo fianco sorgono decine di poeti minori, tutti dilettanti che fanno il possibile per recuperare le tradizioni. Il ragusano Vann'Antò è uno di questi, che si ispira al paesaggio contadino e rurale per la composizione delle sue poesie. Tra gli altri si ricordano Vincenzo De Simone, Vanni Pucci, Alessio Di Giovanni, Vito Mercadante, Accursio Malaffato, e il gruppo dei catanesi Giovanni Formisano, Alfredo Danese, Salvatore Camilleri, Antonino Magrì e Maria Sciavarrello.

### Dal secondo dopoguerra a oggi
Un drammaturgo palermitano che ha raccontato la sua città anche in siciliano è Franco Scaldati, con il suo "Teatro all'Albergheria".
Lo scrittore più noto a cavallo tra XX secolo e nuovo millennio è Andrea Camilleri autore di teatro e romanziere, che sebbene non scriva in siciliano, è riuscito a trovare il modo di diffondere questa lingua in Italia e nel mondo. I suoi romanzi sono scritti con un linguaggio molto particolare, con una sintassi decisamente siciliana e un lessico italiano infarcito di siciliano come fece già nel XIX secolo Giovanni Verga.
Il romanzo storico Il re di Girgenti è una opera di Camilleri scritta in un misto di italiano e siciliano tipico di Camilleri. Altri autori notevoli sono Elio Vittorini, Luigi Natoli, Giuseppe Tomasi di Lampedusa, Salvatore Quasimodo, Leonardo Sciascia, Gesualdo Bufalino, Vincenzo Consolo, Stefano D'Arrigo, Maria Attanasio, e Silvana Grasso.
Nel 2011 la Regione Siciliana ha approvato una legge per promuovere l'insegnamento della letteratura e del patrimonio linguistico siciliano nelle scuole..
Arba Sicula, un no-profit a Nuova York gestito dal professore Gaetano Cipolla, pubblica una rivista di poesia, saggistica e narrativa interamente in siciliano. In 2024 è stato fondato il sito Panzaredda.com dedicato alla letteratura siciliana con una concentrazione sulla narrativa e il teatro in siciliano standard, o nel cosiddetto "nadaru".